# Renegade (album Thin Lizzy)
Renegade – jedenasty album irlandzkiego zespołu hardrockowego Thin Lizzy wydany 15 listopada 1981 przez wytwórnię Warner Bros. Records.

## Lista utworów
1. Angel of Death (Lynott, Wharton) – 6:18
2. Renegade (Lynott, White) – 6:08
3. The Pressure Will Blow (Gorham, Lynott) – 3:46
4. Leave This Town (Gorham, Lynott) – 3:49
5. Hollywood (Down on Your Luck) (Gorham, Lynott) – 4:10
6. No One Told Him (Gorham, Lynott) – 3:36
7. Fats (Lynott, White) – 4:04
8. Mexican Blood (Lynott) – 3:41
9. It's Getting Dangerous (Gorham, Lynott) – 5:30

## Twórcy
- Phil Lynott – gitara basowa, wokal
- Scott Gorham – gitara, wokal
- Darren Wharton – keyboard, organy, mini moog, wokal
- Brian Downey – perkusja, instrumenty perkusyjne
- Snowy White – gitara, wokal